# Ciclo metónico

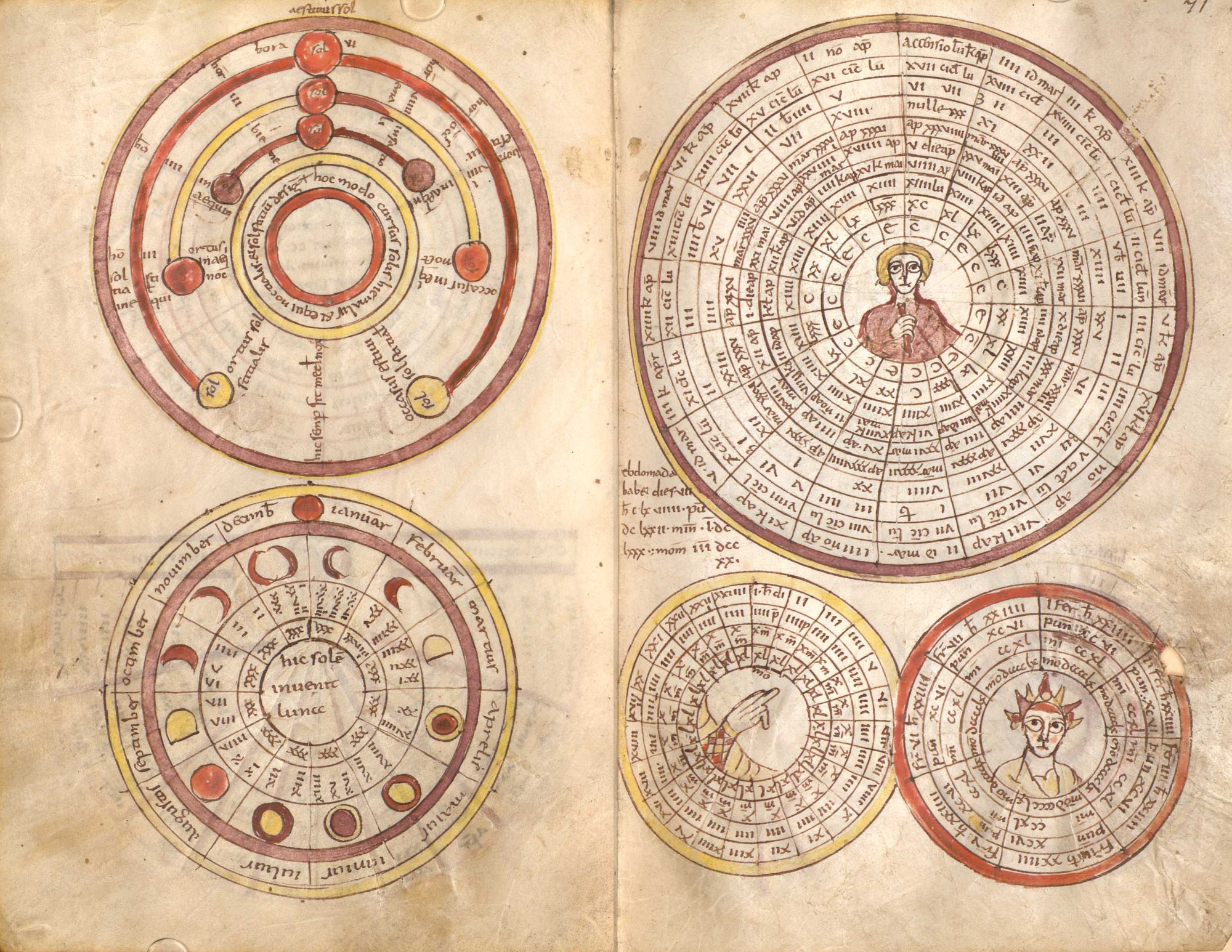
Manuscrito do antigo mosteiro beneditino de St. Emmeram em Regensburg. De cima para baixo no sentido anti-horário: esquema circular com o curso do sol (os cursos do sol de inverno e os equinócios e solstícios são marcados); esquema circular com as fases da lua; cálculos de medidas de tempo para uma semana (dies, puncta, minuta, momenta); diagrama circular do ciclo lunar de 19 anos com indicação da data do calendário juliano da lua nova da Páscoa (accensio lunae).

Ciclo metónico, ciclo Metônico ou Enneadecaeteris é a designação dada em astronomia, em particular na elaboração de calendários, ao mínimo múltiplo comum (aproximado) da duração, em número de dias, do ano trópico e do mês sinódico lunar. 
O ciclo foi descoberto por Meton em 432 a.C., ao observar que o solstício de verão deste ano ocorria na manhã do vigésimo-primeiro dia do mês egípcio Phameroth (correspodente ao dia 27 de junho no  calendário juliano proléptico). Ele deduziu este ciclo pela observação da lua nova seguinte a este solstício, que ocorreria em 15 de julho, pelo calendário juliano proléptico.
Segundo Meton, 235 meses lunares correspondem exatamente a 19 anos trópicos. Utilizando-se o calendário juliano, a cada 19 anos as fases da Lua vão cair nos mesmos dias do calendário.
As contas de Meton são aproximações: 19 anos julianos  correspondem a 6939 dias e 18 horas, enquanto 235 meses lunares a 6939 dias, 16 horas, 32 minutos e 28 segundos. Por causa desta diferença, se uma lua nova ocorre, digamos, no dia 20 de janeiro às 10 horas, então 19 anos mais tarde a lua nova ocorrerá no dia 20 de janeiro, mas uma hora e meia mais cedo, ou seja, às 08:30. Em 304 anos, o erro acumulado será de um dia.